# Polglasnik
Polglasnik [pou̯glásnik] je samoglasnik, ki v slovenščini nima svoje posebne črke. Fonetični simbol zanj je [ə]. Zapisujemo ga po večini s črko e (npr. pes, vendar), lahko pa je tudi pisno odsoten (npr. prt, grm). Polglasnik lahko pri pregibanju besede izgine (pès - psà) ali pa se vrinja (pasma - pasem). Polglasnik je nujen ob vsakem r, ki ni ob samoglasniku: npr. črv, nedrje, rdeč, vendar se zapisuje z e le pred končnim r: npr. veter (izjema: žanr). Izgovori se z jezikom v nevtralnem položaju in pri pregibanju izgine.
V slovenskih neseverovzhodnih narečjih se polglasnik ponekod pojavlja kot ošibitev visokih samoglasnikov i in u (sit > sət, kruh > krəh) in kratkega a (zlat > zlət). 
V številnih indoevropskih jezikih nastopa polglasnik le kot nenaglašen samoglasnik, vendar je lahko v slovenščini, bolgarščini, albanščini in afrikanščini tudi naglašen.

## Polglasnik v drugih jezikih
- albanščina [ə]: ë
  - primer: është [əʃt] - je (3. os. ed. sed. glagola biti)
- bolgarščina [ə]: ъ
  - primer: къща [kəʃta] – hiša
- romunščina [ə]: ă, Ă
  - primeri: măr [mər], apă [aːpə], sănătate [sənətate]
- hebrejščina (v narečjih, govorjenih izven Izraela)
  - primer: בְּרֵאשִׁית [bəreʃit]
- nemščina (nenaglašeni e se običajno izgovori kot polglasnik)
  - primeri: Mücke [ˈmʏkə], gegangen [gəˈgaŋən]
- angleščina (v angleščini je polglasnik najbolj pogost samoglasnik)
  - Primeri: about [əˈbaʊt], synthesis [ˈsɪnθəsɪs], harmony [ˈhɑːmənɪ], medium [ˈmiːdiəm], syringe [səˈɹɪndʒ], parlour [ˈpɑːlə].
- francoščina (nenaglašeni e se najpogosteje izgovori kot polglasnik) 
  - primer: menace [mə̹ˈnas]
- armenščina (za polglasnik pozna črko ը, ki se piše na začetku ali koncu besede, v sredini besede pa se polglasnik ne zapisuje, razen v sestavljenih besedah)
  - primeri: ընկեր - ënker - [ənˈkeɹ] - prijatelj, անունը - anunë - [aˈnunə] – ime, սպիտակ - spitak - [əspiˈtak] - bel.